# Budget du gouvernement du Québec de 2000
Lire en ligne

Budget 2000-2001

Livre des crédits

1999 2001
Le budget du gouvernement du Québec de 2000 s'appliquant à l'année fiscale 2000-01 est présenté par Bernard Landry le 14 mars 2000 à l'Assemblée nationale. C'est le cinquième exposé budgétaire de Bernard Landry et le deuxième de la 36e législature du Québec. 

## Principales mesures

### Impôt sur le revenu

#### Baisse d'impôt
Le budget annonce de fortes réductions d'impôts sur le revenu avec de nouvelles tables d'imposition dès l'année d'imposition 2000:
| Seuil de revenu   | Taux | Taux   | Taux   | Taux |
| Seuil de revenu   | 1999 | 2000   | 2001   | 2002 |
| ----------------- | ---- | ------ | ------ | ---- |
| 0 à 25 000 $      | 20 % | 19 %   | 18 %   | 17 % |
| 25 000 à 26 000 $ | 23 % | 19 %   | 18 %   | 17 % |
| 26 000 à 50 000 $ | 23 % | 22,5 % | 22,5 % | 22 % |
| 50 000 à 52 000 $ | 26 % | 22,5 % | 22,5 % | 22 % |
| 52 000 $ et plus  | 26 % | 25 %   | 25 %   | 24 % |

La baisse concernant l'année 2000 est rétroactive au 1er janvier 2000 et le budget annonce la modification des retenues à la source dès le 1er mai 2000.

#### Autres mesures
Outre la baisse d'impôt, le budget annonce plusieurs mesures concernant l'impôt sur le revenu :
- La pleine indexation des barèmes dès le 1er janvier 2003[3];
- L'exonération des bourses au mérite et la hausse de 500 à 3 000 $ de l'exemption des autres bourses[4];
- Une amélioration de plusieurs crédits d'impôts (pour don, pour hébergement d'un parent) ;
- La création de deux nouveaux crédits d'impôts[5]:
  - Le crédit remboursable pour les athlètes de haut niveau ;
  - Le crédit pour traitement de l'infertilité.

Le régime d'imposition des travailleurs autonomes est amélioré notamment avec la possibilité de déduire une partie des cotisations au Régime des rentes du Québec et la hausse de la limite de dépense pouvant être déduites pour un bureau à domicile.

### Impôt sur les sociétés et taxe sur le capital
Dans le budget 1998 le gouvernement avait annoncé une garantie de taux d'imposition sur les projets majeurs d'investissement. Le budget 2000 remplace cette garantie par un congé fiscal de 10 ans sur les projets d'investissements majeurs. Le congé porte notamment sur l'impôt sur le revenu et la taxe sur le capital à travers une déduction spéciale dans le revenu imposable et dans le capital versé.
Le budget annonce également la reconduction jusqu'au 31 mars 2005 de l'amortissement accéléré et du congé de taxe sur le capital pour certains nouveaux investissements.

#### Crédits d'impôts
Le gouvernement poursuit sa politique d'appui aux sites désignés et le budget annonce plusieurs nouveaux crédits d'impôts destiné aux entreprises:
- Le crédit remboursable pour l'intégration du commerce électronique (destiné aux PME) ;
- Le crédit remboursable pour la Vallée de l'aluminium (au Saguenay) ;
- Le crédit remboursable pour le Technopôle Angus (situé dans l'est de Montréal) ;
- Le crédit remboursable pour la Cité de l'optique (dans la région de Québec, déjà annoncé en juin 1999 mais prolongé pour l'année 2003 lors du budget).

Le budget annonce aussi la création du crédit remboursable pour l'édition de livres.

#### Surtaxe du Fonds jeunesse
Le budget annonce l'instauration du Fonds jeunesse Québec (FJQ) suite à un engagement pris au Sommet du Québec et de la jeunesse de février 2000. Le fonds, qui doit être doté de 240 millions de dollars, doit financer des actions d'insertion sociale, culturelle et communautaire des jeunes. Le financement du fonds est assuré,:
- Partiellement par le gouvernement et ;
- Partiellement par une surtaxe de 1,6 % sur l'impôt sur les sociétés et la taxe sur le capital pour les années d'imposition entre le 15 mars 2000 et le 14 mars 2003.